# 庫什特湖
60°32′7″N 36°16′41″E / 60.53528°N 36.27806°E
庫什特湖（俄语：Куштозеро），是俄羅斯的湖泊，位於該國西北部，由沃洛格達州負責管轄，長6.8公里、寬3.4公里，面積14.3平方公里，海拔高度176米，湖岸線長度20公里，集水區面積79.8平方公里，平均水深2.8米，最大水深11米。